# Aviostivalius hylomysus
Aviostivalius hylomysus är en loppart som beskrevs av Li Kueichen, Xie Baoqi et Gong Zhengda 1981. Aviostivalius hylomysus ingår i släktet Aviostivalius och familjen Stivaliidae. Inga underarter finns listade i Catalogue of Life.